# Ghilarza
Ghilarza (sardisch Ilàrtzi) ist eine italienische Gemeinde mit 4121 Einwohnern (Stand 31. Dezember 2023) in der Provinz Oristano auf Sardinien.

## Geographie
Ghilarza liegt etwa 30 km nordöstlich von Oristano auf der Hochebene von Abbasanta. Die Nachbargemeinden sind Abbasanta, Aidomaggiore, Ardauli, Bidonì, Boroneddu, Busachi, Fordongianus, Norbello, Paulilatino, Soddì, Sorradile, Tadasuni und Ula Tirso.

## Sehenswürdigkeiten
- Romanische Kirche San Pietro di Zuri
- Romanische Kirche San Palmerio, in schwarz-weißem Trachyt aus dem 13. Jahrhundert
- Aragonesischer Turm aus dem 15. Jahrhundert
- Protonuraghe Orgono

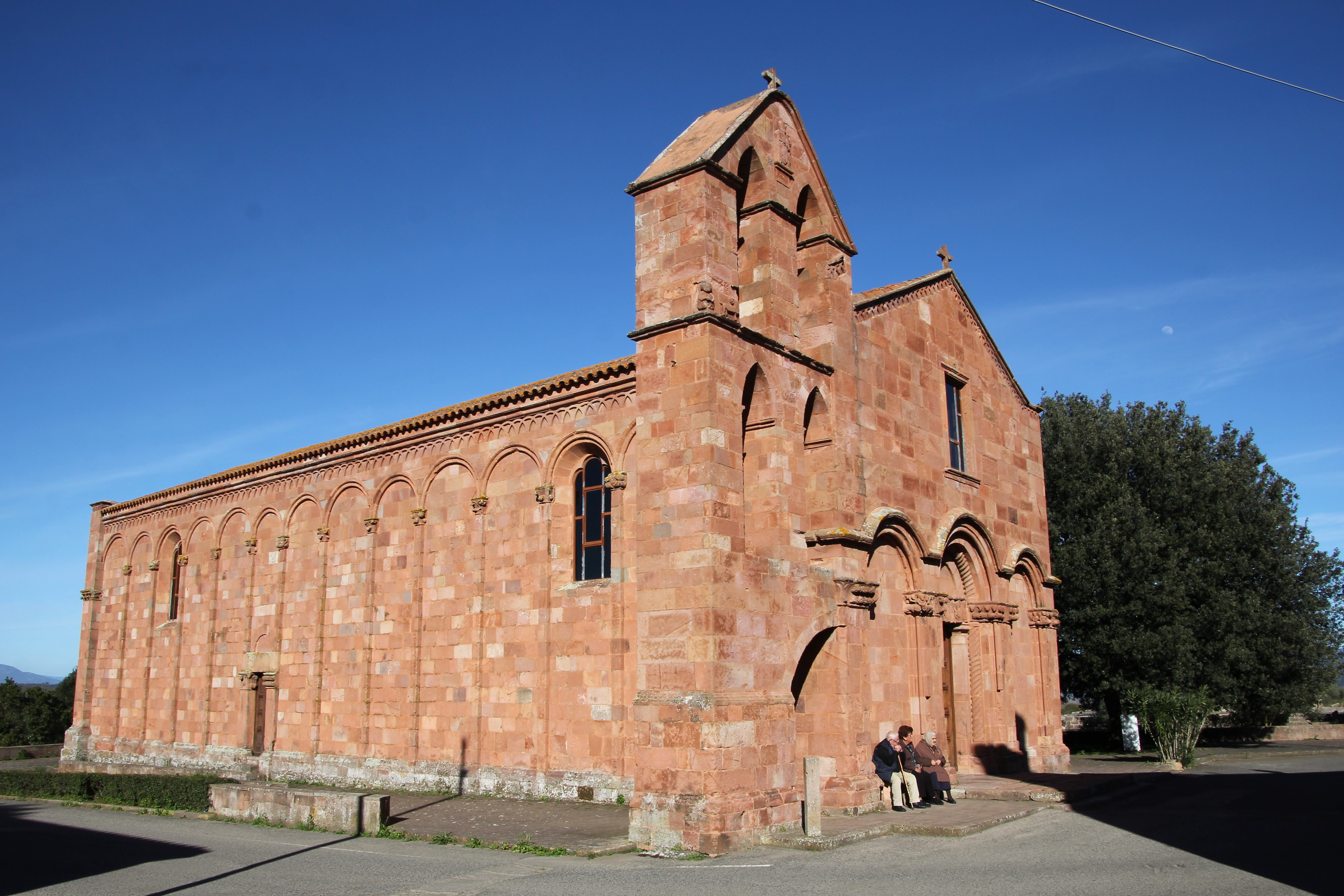
Chiesa di San Pietro di Zuri
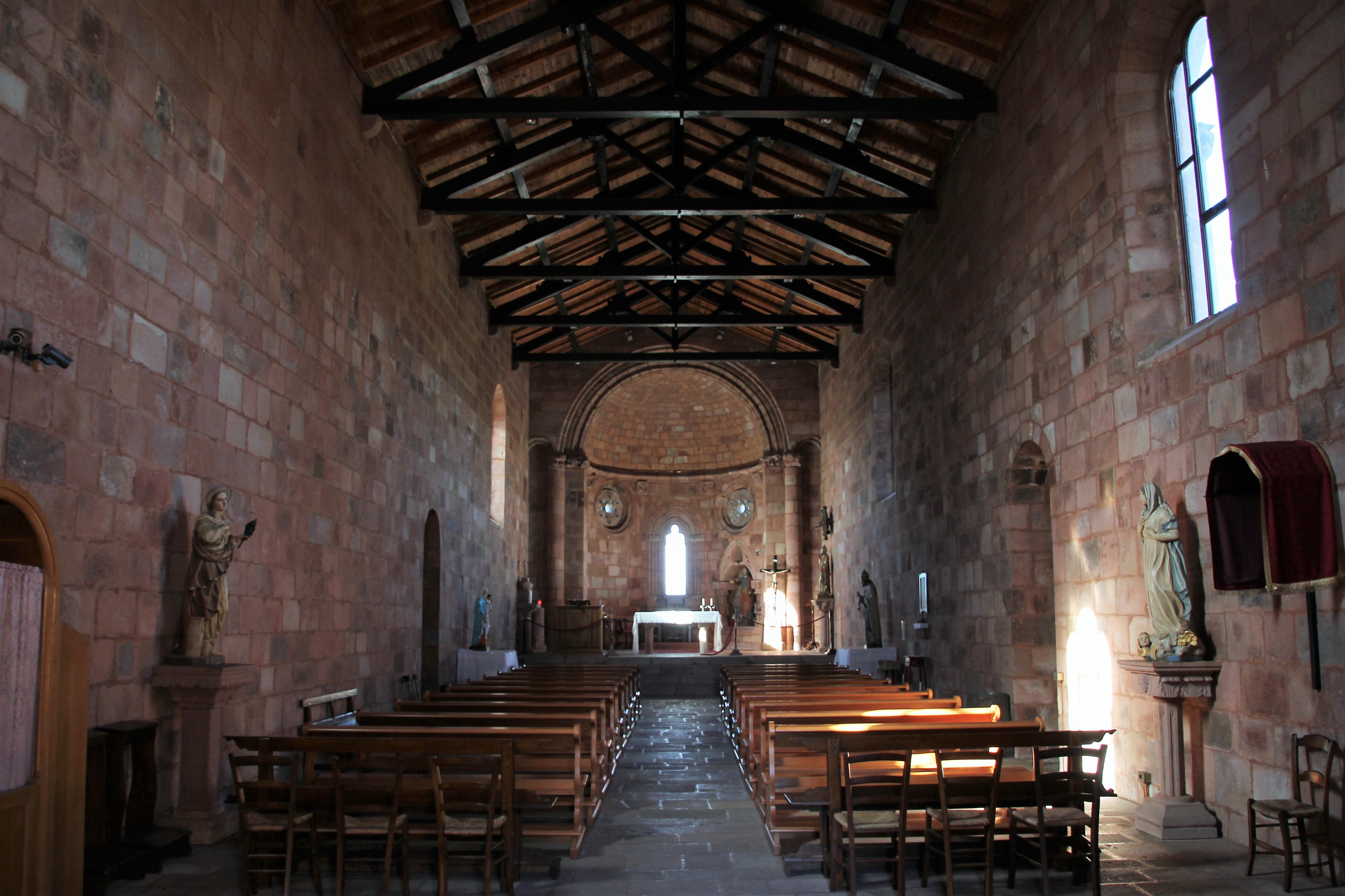
Chiesa di San Pietro innen
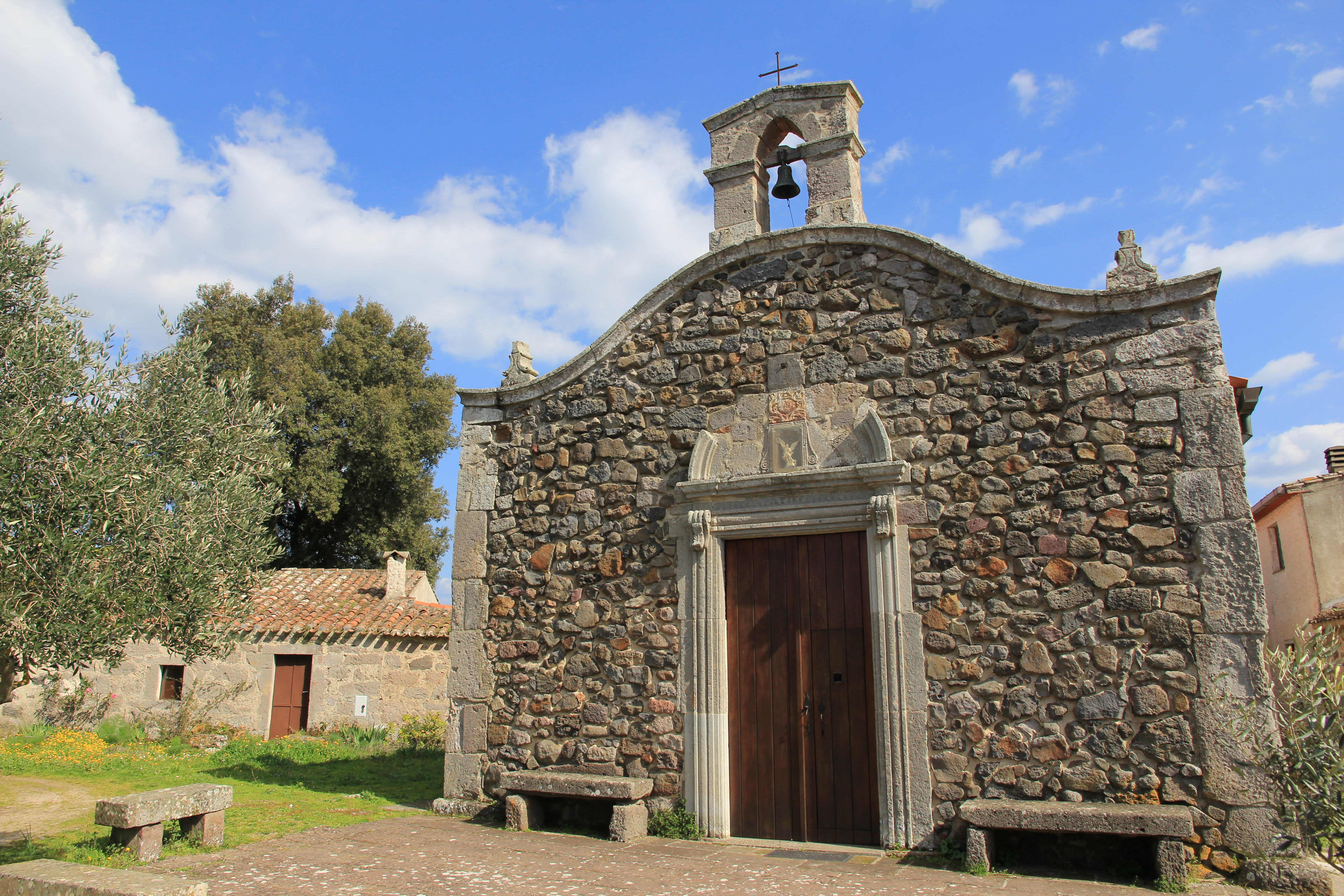
Chiesa di San Michele
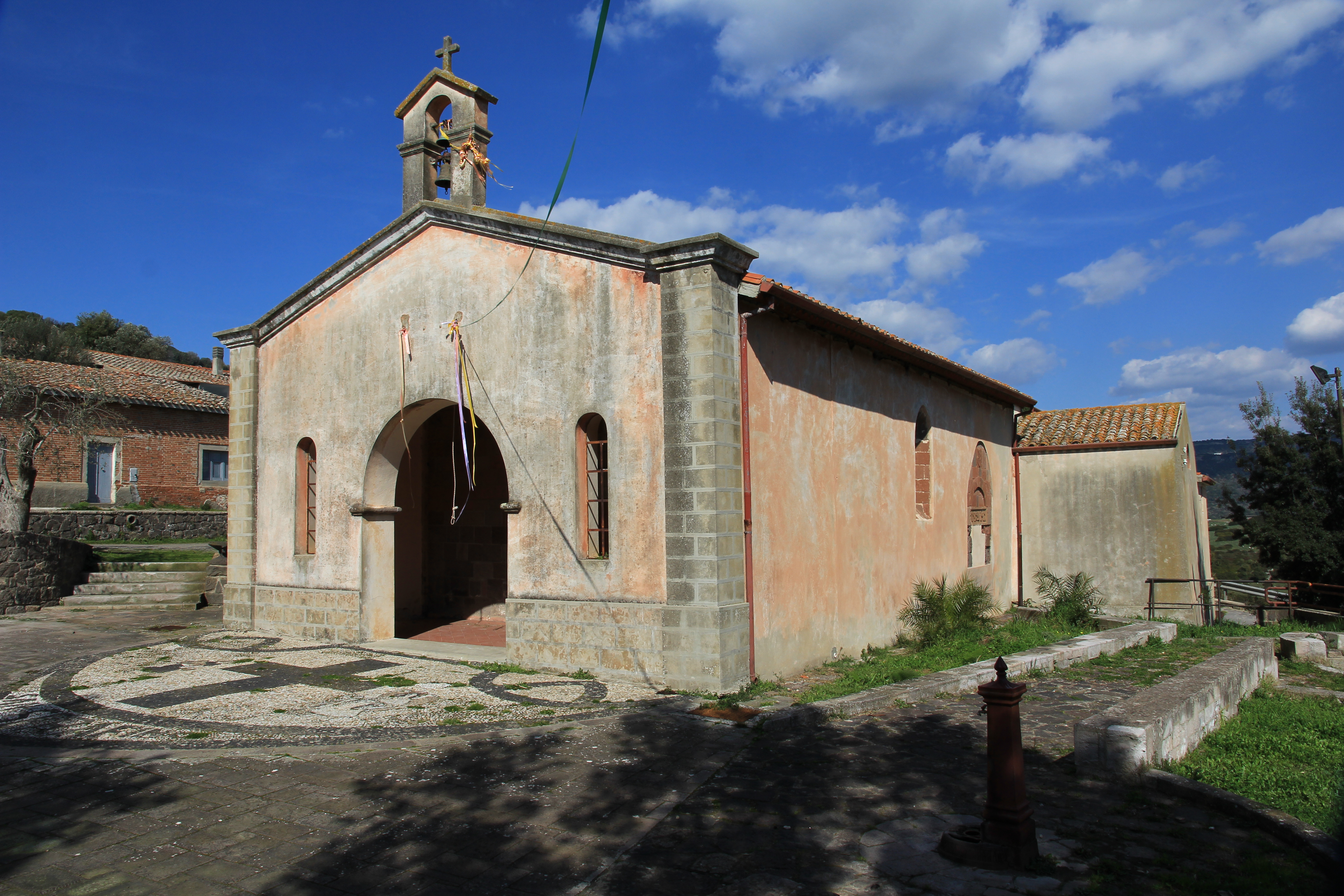
Chiesa di San Serafino
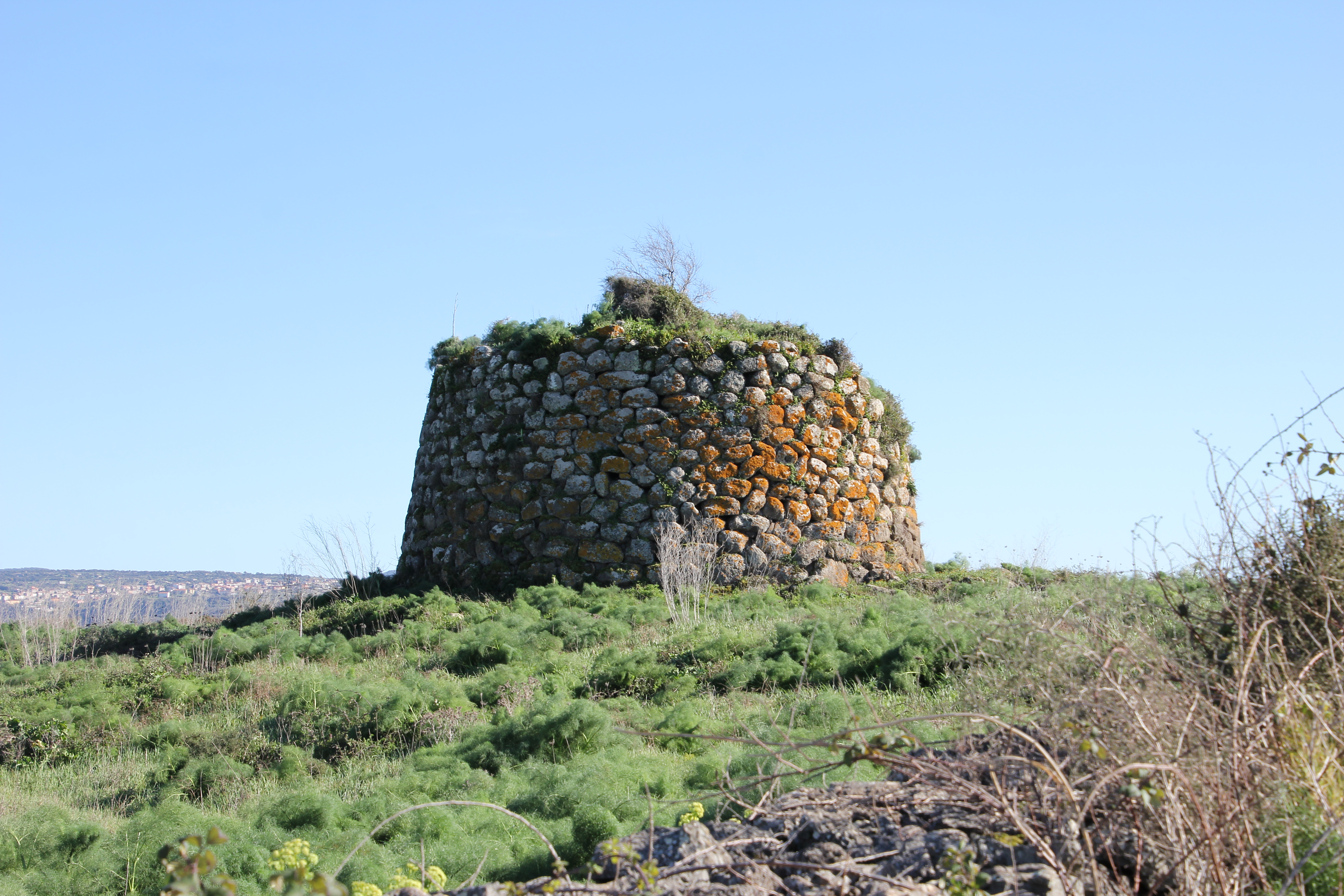
Nuraghe Aurù
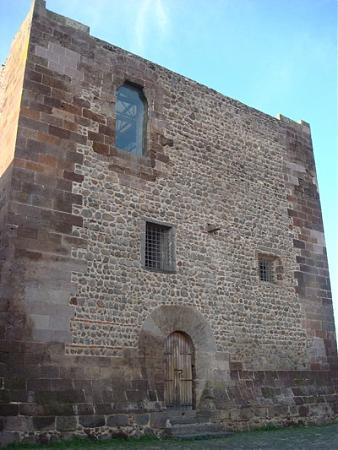
Torre aragonese

## Söhne und Töchter der Stadt
- Antonio Gramsci (1891–1937), politischer Philosoph und Mitbegründer der Kommunistischen Partei Italiens
- Mario Roberto Cassari (1943–2017), römisch-katholischer Geistlicher, Erzbischof und Diplomat des Heiligen Stuhls
- Germana Porcu (* 1988), Violinistin